# Соса, Франко
Фра́нко Себастья́н Со́са (исп. Franco Sebastián Sosa; родился 4 апреля 1981; Монтерос, Аргентина) — аргентинский футболист, защитник клуба «Нюньорко».

## Клубная карьера
Соса начал свою профессиональную карьеру в 2001 году в «Химнасии Хухуй», выступавшей во Втором дивизионе Аргентины. В 2005 Франко помог своей команде выиграть Клаусуру и выйти в Примеру. Соса играл за «Химнасию» до конца 2006 года, проведя 129 матчей, из них 43 в Примере.
В январе 2007 Франко присоединился к «Расингу» из Авельянеды. Он довольно быстро стал ключевым игроком обороны, приняв участие в 33 из 38 матчей сезона 2007.
В июне 2009 Соса переехал в Европу, во французский «Лорьян». За два сезона в котором Франко провел 46 матчей в чемпионате и кубке, забив 3 мяча.
В 2011 году вернулся в Аргентину, перейдя в «Боку Хуниорс». Его новый клуб выиграл Апертуру 2011, Франко провел только 2 игры, выходя на замену по ходу матчей. На следующий сезон Франко вместе с «Бокой» стал обладателем Кубка Аргентины 2011/12, отыграв полностью финальную встречу против «Расинга», и принял участие в 14 из 19 игр Клаусуры 2012.

## Достижения
Бока Хуниорс
- Чемпион Аргентины (1): Апертура 2011
- Обладатель Кубка Аргентины (1): 2011/2012